# Leszno
Leszno (németül Lissa) város Lengyelország nyugati részén a Nagy-lengyelországi vajdaságban két nagy központ: Poznań és Wrocław között. Mintegy 64 000 lakos él benne 31,9 km² területen.

## Története

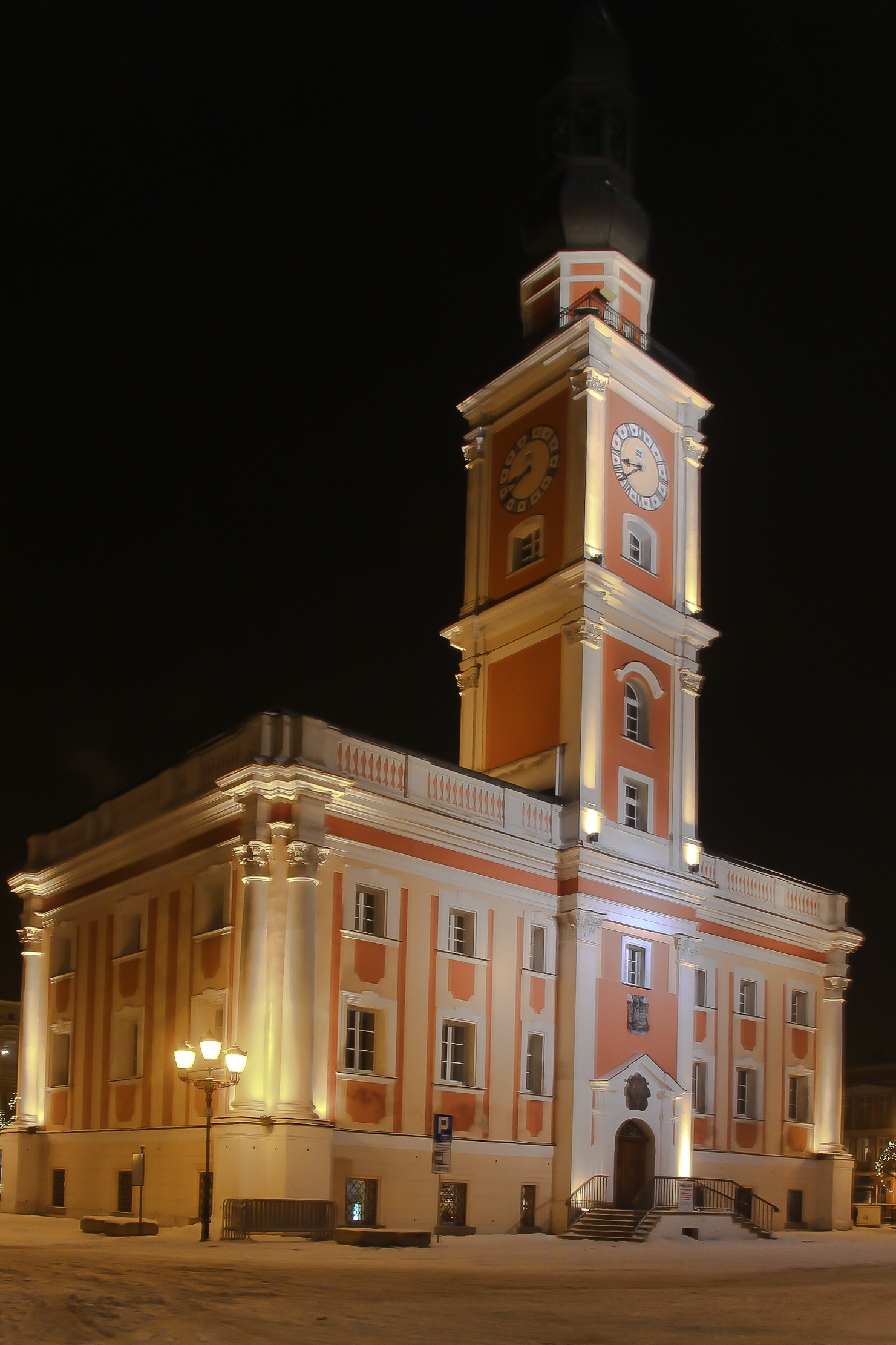
Városháza

### Leszno kezdetei
Lesznót először 1393-ban említi oklevél. Ebben az időben Leszczno település Karnini Stefan birtokában volt, aki a Wieniawa címer pecsétjét birtokolta. A Wieniawiak nemzetsége a tulajdonukban lévő falu után felvették a Leszczyński nevet. A 15. században két település állt itt: Leszczno és Leszczynko. Leszno fejlődésnek indult és maga mögött hagyott olyan, korábban jelentősebb és gazdagabb településeket mint Wschowa, Kościan, Osieczna, Święciechowa. A 16. században Leszno a reformáció fontos központjává vált. 1543-ban IV. Rafał Leszczyński Öreg Zsigmond királytól jogot kapott, hogy a falut felhasználva várost alapítson ugyanolyan névvel. 1547-ben a település, amely közben már gimnáziummal is rendelkezett, amelyikben többek között Comenius és Jan Jonston is tanított, városjogokat is kapott.

### Reformáció
A cseh testvérek letelepedése 1516-ban és a sziléziai takácsok beköltözése a városba Leszno gyors fejlődését eredményezte.  1626-ban a cseh testvérek felső iskolát alapítottak  és ebben az évben építették fel a ma is álló zsinagógát, 1633-ban evangélikus egyházközség alakult. 1638-1647 között itt élt Johann Heermann és itt is temették el. A 17. századi Leszno volt Nagy-Lengyelország legnagyobb nyomdai központja, ami a helyi evangélikusok tevékenységéhez kapcsolódott.
1636-1639 között a város területe jelentősen megnőtt, földbástyákkal, erődítésekkel vették körül. Négy kapu (az északi Kościańska, a keleti Osiecka, a nyugati Święciechowska és a déli Rydzyńska) kötötte össze a várost a külvárosokkal. Gyakran tartottak vásárokat, a lakosság sokat nyert az itt szedett vámon és adókon. A Lesznóban készített árukat Szászországba, Oroszországba és Litvániába exportálták. Leszno aranykora 1655-ben ért véget, amikor a város leégett és romba dőlt, majd 1707-ben feldúlták az oroszok, és 1709-ben pestisjárvány tizedelte meg az embereket.
A város virágzása tovább folytatódott a kereszténység megosztottsága, a vallási háborúk és üldöztetések idején. Az olyan városok, mint Leszno tették lehetővé, hogy Lengyelország elkerülje a máglyákat. Lesznóban négy vallás hívei éltek együtt: a cseh testvérek, lutheránusok, katolikusok és zsidók. Az újkorban Leszno a tudományos élet központjává is vált. Vízvezetéket építettek. A város Poznań után a második legfontosabb várossá, és ezt a helyét Lengyelország felosztásáig meg is őrizte. A város fejlődése addig töretlen volt. A textilipar központja lett és bizonyos értelemben az egész környék ipari iskolája. A posztókészítés például szolgált az egész régiónak. Itt tanulta meg az ipar fortélyait nemcsak a lengyelek többsége (Poznańból vagy Krakkóból), hanem németek Berlinből, Augsburgból, Königsbergből, Lübeckből és Lipcséből is.
A városban gimnázium működött gazdag könyvtárral és színházzal. A lesznói iskolákban a 18. század második felében egyidejűleg több száz tanuló tanult. Lengyelország felosztása előtt Leszno és környéke volt az ország gazdaságilag legfejlettebb része.

### Lengyelország felosztása
A második felosztás során Leszno Poroszországhoz került, de a lakosság aktívan ellenállt a germanizációnak. 1767-ben és 1790-ben hatalmas tűzvészek pusztítottak. A város csak 1920-ban került vissza Lengyelországhoz. Az idegen uralom alatt a város egész Nagy-Lengyelországgal együtt visszafejlődött, mert a porosz politika a német területek mezőgazdasági hátteréül akarta használni. Leszno elveszítette korábbi vezető helyzetét, noha továbbra is jelentős város maradt. A város megújult, urbanisztikai szempontból fejlődött, de a posztó és vászongyártás nem tudott lépést tartani a fejlődéssel, a gabonakereskedelem és malomipar szintén hanyatlott.
A lengyel hagyományok egy darabig tovább éltek, például a gimnáziumban a tanítás nyelve lengyel maradt, annak ellenére hogy a városban a lengyelek már kisebbségben maradtak. A germanizáció azonban tovább folyt. 1876-1900 között a lengyel nyelvű tanítást megszüntették a gimnáziumban, a lengyel tanárokat elbocsátották, ami a lengyelek ellenállását váltotta ki. A Nagy-Lengyelországi felkelésben a város lakosságából sokan részt vettek.

### A két világháború között
A város fontos közlekedési csomópont lett. Fejlődésnek indult az ipar és kereskedelem: malmok, sörgyárak, fűrésztelepek, bőrgyárak, vegyi üzemek, textilgyárak, mérleg- és zongoragyár, cukorgyár létesült és feldolgozták a helyi mészkövet. A két háború közötti német lakosság nagy része elköltözött. A város lakosságának 1919-ben 70%-át lengyelek alkották, 1939-ben mintegy 90%-át.

### II. világháború
A háború kitörése után a németek a Tannenberg-hadművelet keretei között 20 lengyelt agyonlőttek, majd megkezdődött a lengyelek (a lakosság mintegy 80%-ának) tömeges deportálása a Lengyel Főkormányzóság területére és Lesznót a birodalomhoz csatolták. A város területén két kényszermunka tábor is működött lengyelek és zsidók számára. A szovjet hadsereg 1945. január 31-én vonult be a városba.

### Legújabb történelem
A háború befejezése után újjáépítés kezdődött. Vitorlázó repülőtér épült Strzyżewiében, 1971-ben új vasúti és autóbusz-pályaudvar létesült, több lakótelep épült fel és kulturális és pihenőközpontok létesültek. 1975-1998 között a város vajdasági központ volt, a városhoz csatoltak több környező községet. Ipari telepek, gyárak épültek.

## Műemlékek

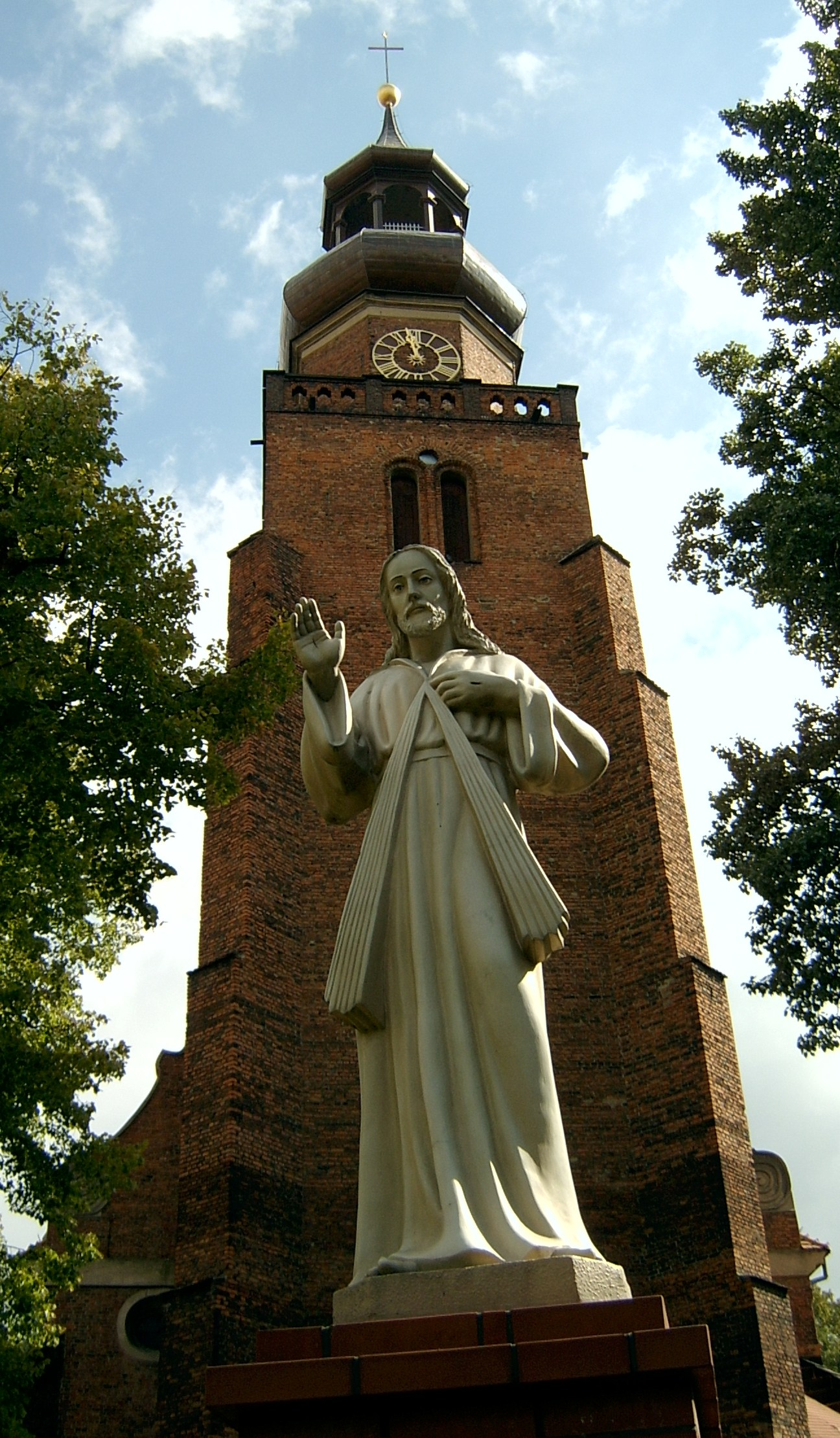
Keresztelő Szent János-templom

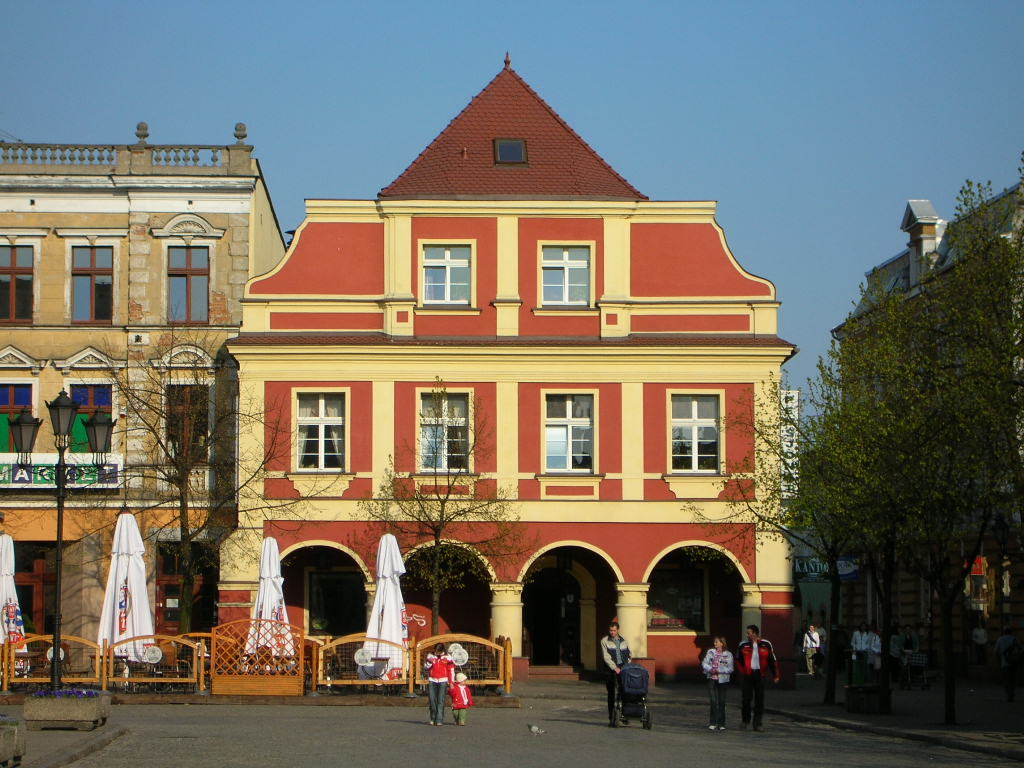
Wieniawa műemlék háza

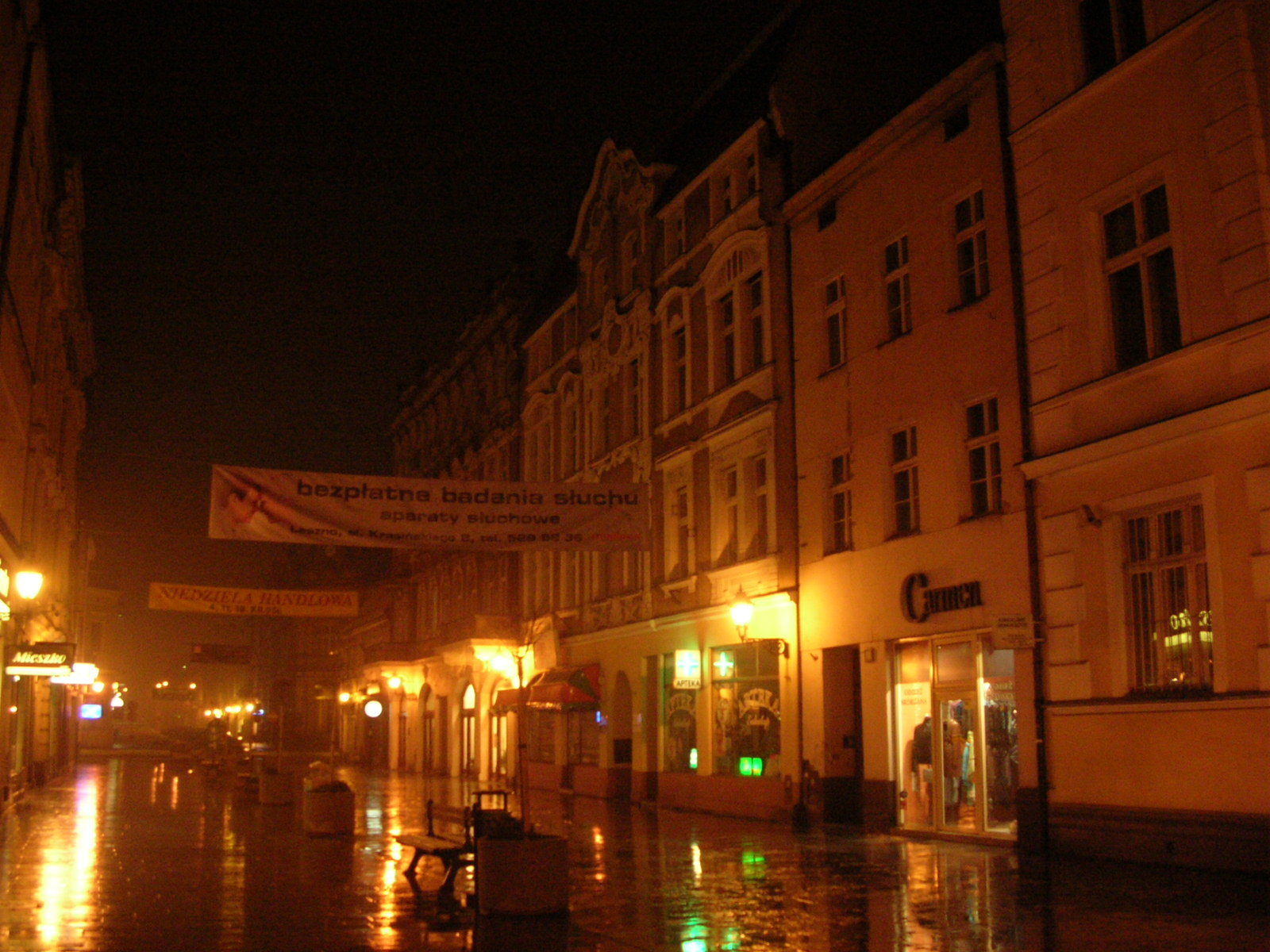
A Słowiańska utca éjszaka

- Sułkowski-palota (18. század) Pompeo Ferrariego építette barokk épület a korábbi reneszánsz épület helyén.
- Városháza (17. század vége)
- Zsidó negyed (épült 1626-ban)
- Új zsinagóga (18. század)
- Társaskáptalan Szent Miklós-templom (1680)
- Az öreg város piactere. A házak nagyrészt 1870 és 1914 között épültek.
- Szent János-templom (1654)
- Szent Kereszt-templom (18. század) és lapidárium.
- Lakóház a Święciechowska utca 48. alatt.
- Evangélikus templom
- Szélmalmok

## Fordítás
- Ez a szócikk részben vagy egészben a Leszno című lengyel Wikipédia-szócikk ezen változatának fordításán alapul.  Az eredeti cikk szerkesztőit annak laptörténete sorolja fel. Ez a jelzés csupán a megfogalmazás eredetét és a szerzői jogokat jelzi, nem szolgál a cikkben szereplő információk forrásmegjelöléseként.